# 인도네시아 국립박물관

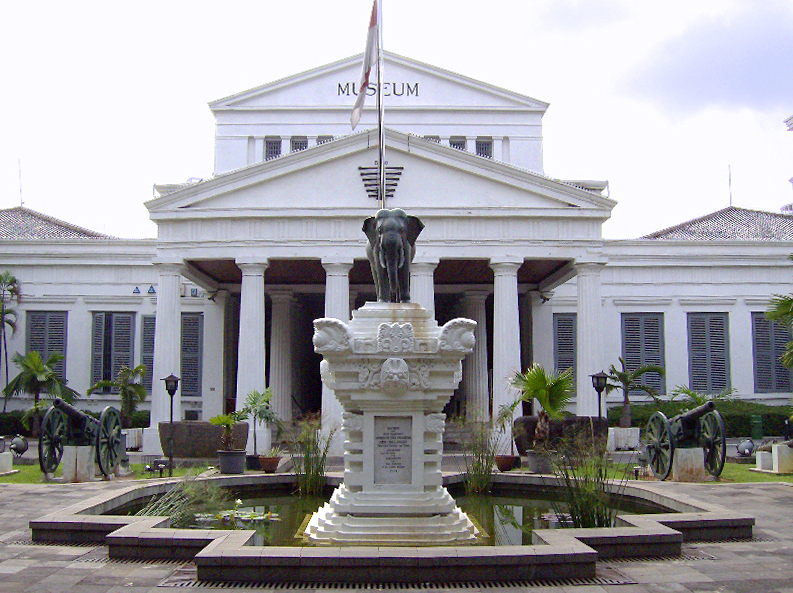

인도네시아 국립박물관(National Museum of Indonesia, Museum Nasional)은 인도네시아 중앙자카르타에 위치한 역사 박물관이다.
이 박물관은 1871년 태국 국왕 쭐랄롱꼰이 선물로 보낸 청동코끼리상이 이 박물관 앞뜰에 옮겨진 후로는 코끼리 박물관(Gedung Gajah)이라고 부르기도 한다. 이 박물관의 주요 전시내용은 선사시대 도구와 자바원인의 두개골(복제품)을 비롯하여 돌도끼, 토기, 동물의 뼈, 뿔, 가죽으로 만든 연장 등 고고학적 발굴품이며 고대에서부터 식민지시대 현재까지 사용되었던 화폐와 세계 여러 나라 화폐, 16세기부터 19세기까지의 포르투갈, 네덜란드, 영국, 중국 등의 외세가 남긴 물품, 16세기부터 19세기까지의 각종 지도, 각 지방문화 물품, 도자기류, 미술품 등이다.

## 같이 보기
- 국립박물관
- 민족학 박물관 (네덜란드)